# يانغ سايد
يانغ سايد (بالصينية: 杨斯德)‏ (11 ديسمبر 1921 - 7 سبتمبر 2018) هو لواء في جيش التحرير الشعبي الصيني، وشغل منصب وزير مكتب شؤون تايوان ضمن اللجنة المركزية للحزب الشيوعي الصيني.